# Nomaua waikanae
Espèce
Synonymes
- Wairua waikanae Forster, 1990

Nomaua waikanae est une espèce d'araignées aranéomorphes de la famille des Physoglenidae.

## Distribution
Cette espèce est endémique de Nouvelle-Zélande. Elle se rencontre vers Waikanae dans la région de Wellington dans l'île du Nord.

## Description
La femelle holotype mesure 3,64 mm.
Forster, Platnick et Coddington en 1990 avaient décrit des spécimens identifiés de manière erronée comme les mâles de Nomaua waikanae ceux-ci  appartenaient à l'espèce Nomaua rimutaka.

## Étymologie
Son nom d'espèce lui a été donné en référence au lieu de sa découverte, Waikanae.

## Publication originale
- Forster, Platnick & Coddington, 1990 : A proposal and review of the spider family Synotaxidae (Araneae, Araneoidea), with notes on theridiid interrelationships. Bulletin of the American Museum of Natural History, no 193, p. 1-116 (texte intégral).